# Сантос, Яна Иосифовна
Я́на Ио́сифовна Са́нтос (род. 11 ноября 1989, Мурманск) — российская спортсменка, выступающая в смешанных единоборствах и муай-тай. Чемпионка России по тхэквондо, Чемпионка России по тайскому боксу, чемпионка мира по грепплингу, чемпионка мира по ММА BUSHIDO FC, многократная чемпионка международных турниров по рукопашному бою, кикбоксингу, тхэквондо. Бывшая чемпионка Invicta FC в легчайшем весе. Занимает 9 строчку официального рейтинга UFC в легчайшем весе.

## Биография
Яна Куницкая родилась в 1989 году в городе Мурманске. Мать — Ольга Куницкая — профессиональная гимнастка, отец — Иосиф — профессиональный лыжник, младшая сестра — Виктория. Единоборствами Яна увлеклась с самого раннего детства. До 12 лет выступала по тхэквондо и выиграла многочисленные турниры как против девочек, так и против мальчиков, многие бои заканчивались нокаутами. С 12 лет начала выступать по рукопашному бою, провела большое количество боёв, не потерпев ни одного поражения. В 16 лет Яна переехала жить и учиться в Санкт-Петербург, поступила в СПГУФК им. Лесгафта, кафедра бокса. В 18 лет начала заниматься смешанными единоборствами. В 19 попала в профессиональную команду «Action Force», в том же году провела свой первый профессиональный бой в польском городе Лодзь на турнире K-1 — World Grand Prix 2009 против местной звезды ММА Магдалены Ярецки (Magdalena Jarecka). Бой закончился в первом раунде, Яна выиграла техническим нокаутом. Следующий бой провела в России 28 ноября 2009 года на турнире Bushido FC — Legends против украинской спортсменки Влады «IRON LADY» Яворской. Бой закончился в первом раунде, на 4-й минуте Куницкая задушила Яворскую. Затем в 2010 году Яна потерпела поражение решением судей в бою с датской спортсменкой Марии Хоугорд (Maria Hougaard Nielsen) на турнире «Ice cold» в датском городе Оденс. В этом же году Яна проводит тренировочные сборы в Таиланде и на стадионе Fairtex проводит свой первый профессиональный бой по правилам муай-тай против тайской спортсменки. Бой закончился нокаутом в первом раунде. 20 ноября этого же года Куницкая выиграла бой на турнире Bushido FC Hero’s Lithuania 2010 в Вильнюсе, победив в первом раунде техническим нокаутом польскую спортсменку Камилу «ВАСАБИ» Баланду (Kamila Balanda). На тот момент главным испытанием в карьере стал бой на турнире M-1 Challenge 22 — Narkun vs. Vasilevsky, 10 января 2010 года. Соперницей Яны стала бельгийская чемпионка Синди «battlecat» Дандуа (Сindy Dandois), занимавшая на тот момент 3-ю строчку мирового рейтинга и не имевшая ни одного поражения (в дебютном бою Синди выиграла единогласным решением у голландки Марлус Кунен). Судья остановил бой на 34-й секунде первого раунда, после того, как Яна провела точный кросс справа, отправив соперницу в нокаут. Этот нокаут был признан лучшим нокаутом вечера, а сам бой был номинирован на Главный апсет года в женском ММА. Таким образом, Яна попала в список 10-ти лучших бойцов своего веса.
В августе 2013 года Куницкая объявила о завершении спортивной карьеры и переходе на тренерскую работу.
В 2016 году Яна решила вернуться в «клетку». В дебютном бою после возвращения она проиграла Заире Дышековой на турнире ACB 32.

### Invicta FC
Вскоре Куницкая подписала контракт с лигой Invicta, где выступают только девушки. В первом же бою Яна одержала победу над Тоней Эвинджер и стала чемпионкой, но ненадолго. Проигравшая сторона подала апелляцию, которая была одобрена. Дело в том, что судья того поединка не увидел запрещённого действия со стороны Куницкой ещё до того, как она одержала победу. В итоге решили провести реванш. По результатам этого боя Эвинджер оказалась сильнее, проведя «сабмишен» во втором раунде.
После этого Куницкая всё-таки вернула себе титул Invicta, победив единогласным решением судей Ракель Паалухи.

### Ultimate Fighting Championship
4 марта 2018 года на турнире UFC 222 Куницкая дебютировала в UFC в титульном бою в полулёгком весе против чемпионки — Крис Сайборг Жустино. Проиграла нокаутом в 1-м раунде. 6 октября 2018 года на турнире UFC 229 победила единогласным решением Лину Ленсберг.
9 марта 2019 года Яна Куницкая провела бой против 41-летней американки Мэрион Рено. По решению судей победа была присуждена Яне, но она получила травму (перелом носа), которая потребовала хирургического вмешательства.
7 декабря 2019 года Куницкая потерпела поражение от американки Аспен Лэдд в третьем раунде, когда не смогла справиться с ударной мощью Лэдд.
8 августа 2020 года Куницкая встретилась в октагоне с представительницей Литвы Юлией Столяренко. Бой продлился все 3 отведённые раунда, в которых преимущество было у россиянки, что и отразилось в единогласном решении судей отдать победу Куницкой.

## Статистика в ММА
| Боёв 25         | Побед 16 | Поражений 8 |
| --------------- | -------- | ----------- |
| Нокаутом        | 7        | 3           |
| Сдачей          | 1        | 2           |
| Решением        | 8        | 3           |
| Не состоявшихся | 1        | 1           |

| Результат    | Рекорд   | Соперник              | Способ                               | Турнир                                   | Дата            | Раунд | Время | Место                     | Примечание |
| ------------ | -------- | --------------------- | ------------------------------------ | ---------------------------------------- | --------------- | ----- | ----- | ------------------------- | --- |
| Победа       | 16–8 (1) | Миша Тейт             | Единогласное решение                 | UFC on ESPN: Сэндхэген vs. Фигейреду     | 3 мая 2025      | 3     | 5:00  | Де-Мойн, Айова, США       | |
| Победа       | 15-8 (1) | Челси Чендлер         | Единогласное решение                 | UFC on ESPN: Тыбура vs. Спивак 2         | 10 августа 2024 | 3     | 5:00  | Лас-Вегас, США            | |
| Поражение    | 14-8 (1) | Карол Роса            | Раздельное решение                   | UFC on ESPN: Стрикленд vs. Магомедов     | 1 июля 2023     | 3     | 5:00  | Лас-Вегас, США            | |
| Поражение    | 14-7 (1) | Холли Холм            | Единогласное решение                 | UFC on ESPN: Вера vs. Сэндхэген          | 25 марта 2023   | 3     | 5:00  | Сан-Антонио, Техас, США   | |
| Поражение    | 14-6 (1) | Ирене Альдана         | Технический нокаут (удары руками)    | UFC 264                                  | 11 июля 2021    | 1     | 4:35  | Лас-Вегас, Невада, США    | |
| Победа       | 14-5 (1) | Кейтлин Виейра        | Решение (единогласное)               | UFC on ESPN: Блейдс — Льюис              | 20 февраля 2021 | 3     | 5:00  | Лас-Вегас, США            | |
| Победа       | 13-5 (1) | Юлия Столяренко       | Единогласное решение                 | UFC Fight Night: Льюис vs. Олейник       | 8 августа 2020  | 3     | 5:00  | Лас-Вегас, США            | |
| Поражение    | 12-5 (1) | Аспен Лэдд            | Технический нокаут (удары руками)    | UFC on ESPN: Оверим — Розенстрайк        | 7 декабря 2019  | 3     | 0:33  | Вашингтон, США            | |
| Победа       | 12-4 (1) | Марион Рено           | Решение (единогласное)               | UFC Fight Night: Lewis vs. dos Santos    | 9 марта 2019    | 3     | 5:00  | Уичито, Канзас, США       | |
| Победа       | 11-4 (1) | Лина Ленсберг         | Решение (единогласное)               | UFC 229                                  | 6 октября 2018  | 3     | 5:00  | Лас-Вегас, Невада, США    | Вернулась в легчайший вес. |
| Поражение    | 10-4 (1) | Кристиана Жустину     | TKO (удары)                          | UFC 222                                  | 3 марта 2018    | 1     | 3:25  | Лас-Вегас, Невада, США    | Бой за титул титул чемпионки UFC. |
| Победа       | 10-3 (1) | Ракель Паалухи        | Решение (единогласное)               | Invicta FC 25: Kunitskaya vs. Pa’aluhi   | 31 августа 2017 | 5     | 5:00  | Лемор, Калифорния, США    | Выиграла вакантный титул чемпионки Invicta FC в легчайшем весе. |
| Поражение    | 9-3 (1)  | Тоня Эвинджер         | Удушающий приём (сзади)              | Invicta FC 22: Evinger vs. Kunitskaya II | 25 марта 2017   | 2     | 4:32  | Канзас-Сити, Миссури, США | Бой за титул чемпионки Invicta FC в легчайшем весе. |
| Не состоялся | 9-2 (1)  | Тоня Эвинджер         | Не состоялся (результат отменён)     | Invicta FC 20: Evinger vs. Kunitskaya    | 18 ноября 2016  | 1     | 1:59  | Канзас-Сити, Миссури, США | Бой за титул чемпионки Invicta FC в легчайшем весе. Первоначально победа сдачей (рычаг локтя) Куницкой; она была отменена после того, как Эвинджер подала апелляцию против своего поражения, обусловленного неоднозначным призывом рефери. |
| Победа       | 9-2      | Янан Ву               | Технический нокаут (удары)           | Fightspirit Championship 6               | 4 сентября 2016 | 2     | 0:32  | Санкт-Петербург, Россия   | Дебют в лёгком весе. |
| Поражение    | 8-2      | Заира Дышекова        | Болевой приём (рычаг локтя)          | ACB 32: Battle of Lions                  | 26 марта 2016   | 1     | 3:38  | Москва, Россия            | Бой в промежуточном весе (137 фунтов). |
| Победа       | 8-1      | Сильвия Кусяк         | Технический нокаут (остановка углом) | Baltic Arena                             | 15 июня 2012    | 1     | 0:50  | Кошалин, Польша           | |
| Победа       | 7-1      | Анна Мелихова         | Решение (единогласное)               | Lion’s Fights 1: The Beginning           | 3 марта 2012    | 2     | 5:00  | Санкт-Петербург, Россия   | |
| Победа       | 6-1      | Екатерина Сарайкина   | Технический нокаут (удары)           | Verdict Fighting Championship 1          | 11 февраля 2012 | 1     | 1:05  | Москва, Россия            | |
| Победа       | 5-1      | Аруне Лаузекайте      | Технический нокаут (удары)           | Bushido Lithuania: Hero’s Lithuania 2011 | 19 ноября 2011  | 1     | 1:34  | Вильнюс, Литва            | |
| Победа       | 4-1      | Синди Дандуа          | Технический нокаут (удары)           | M-1 Challenge 22                         | 10 декабря 2010 | 1     | 0:34  | Москва, Россия            | Бой в полулегком весе. |
| Победа       | 3-1      | Камила Баланда        | Технический нокаут (удары)           | Bushido Lithuania: Hero’s Lithuania 2010 | 20 ноября 2010  | 1     | 4:26  | Вильнюс, Литва            | |
| Поражение    | 2-1      | Мария Хугаард Джурсаа | Решение (единогласное)               | FG 14: Ice Cold                          | 29 мая 2010     | 3     | 5:00  | Оденсе, Дания             | |
| Победа       | 2-0      | Владена Яворская      | Удушающий приём (сзади)              | Bushido FC Legends                       | 28 ноября 2009  | 1     | 3:20  | Санкт-Петербург, Россия   | |
| Победа       | 1-0      | Магдалена Ярецка      | Технический нокаут (удары)           | K-1 World Grand Prix 2009                | 23 мая 2009     | 1     | 1:38  | Лодзь, Польша             | |